# Ordem de Santo André (Federação da Rússia)
A Ordem do Apóstolo Santo André, o Primeiro Chamado (em russo: Орден Святого апостола Андрея Первозванного; romaniz.: Orden Svyatogo apostola Andreya Pervozvannogo) é a mais alta condecoração estatal da Federação da Rússia, destinada a reconhecer méritos excepcionais em favor do país. Foi restaurada pelo decreto presidencial n.º 757 de 1 de julho de 1998, intitulado “Sobre a restauração da Ordem do Apóstolo Santo André, o Primeiro Chamado”.
Originalmente, a ordem foi estabelecida pelo imperador Pedro I, o Grande, em 1698 ou 1699, com o objetivo de distinguir generais consolidados, estadistas proeminentes e figuras de grande destaque pelos serviços prestados ao Estado e à pátria. Após a Revolução de Outubro de 1917, foi abolida pelo novo governo soviético liderado por Lenin. A honraria é concedida atualmente a destacados líderes civis e militares, personalidades das ciências, cultura, artes e economia, por contribuições notáveis ao progresso, grandeza e prestígio da Rússia, bem como à segurança nacional e soberania do Estado. Chefes de Estado estrangeiros também podem ser agraciados em reconhecimento a seus méritos perante a Federação da Rússia.

## Estatuto
Por decreto do presidente da Federação da Rússia, Boris Iéltsin, de 1 de julho de 1998, nº 757, a Ordem do Apóstolo Santo André, o Primeiro Chamado, foi restaurada.
O estatuto da Ordem do Apóstolo Santo André, o Primeiro Chamado, vigora na redação do decreto do presidente da Federação da Rússia de 7 de setembro de 2010, n.º 1099, "Sobre medidas para o aperfeiçoamento do sistema estatal de condecorações da Federação da Rússia", com alterações pelo decreto de 19 de novembro de 2021, nº 665, "Sobre algumas medidas para o aperfeiçoamento do sistema estatal de condecorações da Federação da Rússia":
1. A Ordem do Apóstolo Santo André, o Primeiro Chamado, é concedida a destacados estadistas e figuras públicas, comandantes militares, notáveis representantes da ciência, cultura, arte e diversos setores da economia por méritos excepcionais que contribuam para o florescimento, a grandeza e a glória da Rússia, bem como para a garantia de sua segurança nacional e soberania.[3]
2. A Ordem do Apóstolo Santo André, o Primeiro Chamado, pode ser concedida a chefes (líderes) de Estados estrangeiros por méritos notáveis perante a Federação da Rússia.
3. A insígnia da Ordem do Apóstolo Santo André, o Primeiro Chamado, é usada com uma corrente da ordem ou com uma faixa atravessada. Quando usada com a faixa atravessada, esta passa pelo ombro direito.[3]
4. O uso da insígnia da Ordem do Apóstolo Santo André, o Primeiro Chamado, com a corrente da ordem ocorre, como regra, em ocasiões especialmente solenes ou se o agraciado possuir a Ordem de São Jorge de 1.ª classe.

A estrela da Ordem do Apóstolo Santo André, o Primeiro Chamado, é usada no lado esquerdo do peito e posiciona-se abaixo das ordens fixadas em fita.
Se o agraciado possuir outras estrelas de ordens da Federação da Rússia ou de Estados estrangeiros, a estrela da Ordem do Apóstolo Santo André, o Primeiro Chamado, é posicionada acima das demais estrelas.
1. Aos agraciados por feitos em ações de combate são entregues a insígnia e a estrela da Ordem do Apóstolo Santo André, o Primeiro Chamado, com espadas.
2. Quando usada em barreta, a fita da Ordem do Apóstolo Santo André, o Primeiro Chamado, é colocada acima das demais fitas de ordens.
3. Quando usada em forma de roseta, a fita da Ordem do Apóstolo Santo André, o Primeiro Chamado, é colocada no lado esquerdo do peito, acima das demais fitas em forma de roseta.
4. Após a entrega da Ordem do Apóstolo Santo André, o Primeiro Chamado, ao agraciado, a Direção de Assuntos da Presidência da Federação da Rússia providencia a confecção de seu retrato.
5. O retrato do agraciado com a Ordem do Apóstolo Santo André, o Primeiro Chamado, é exposto no Museu Central Estatal de História Contemporânea da Rússia.

## Descrição
A Ordem do Apóstolo Santo André, o Primeiro Chamado, possui uma insígnia e uma estrela.
A insígnia da ordem consiste em uma cruz diagonal de prata dourada, coberta por esmalte azul, com a figura do apóstolo Santo André crucificado. Nas extremidades da cruz, estão as letras douradas “S”, “A”, “P”, “R” (Sanctus Andreas Patronus Russiae — Santo André, Padroeiro da Rússia). A cruz está sobreposta a uma figura em relevo dourada de uma águia bicéfala encimada por três coroas, unidas por uma fita coberta de esmalte azul, e que segura com as garras as extremidades inferiores da cruz. No verso da insígnia, no peito da águia, encontra-se uma faixa coberta de esmalte branco. Sobre a faixa, em letras retas cobertas de esmalte preto, está escrito o lema da ordem: “Pela fé e lealdade’” (За веру и верность; Za veru i vernost'); abaixo da faixa encontra-se o número da insígnia. A insígnia é presa à fita da ordem por meio de uma argola localizada no verso da coroa central. A altura da insígnia é de 86 mm e a largura de 60 mm.
A fita da ordem é de seda moiré, azul-clara, com 100 mm de largura.
A estrela da ordem é de prata, com oito pontas. No centro da estrela, em um medalhão circular coberto de esmalte vermelho, há uma imagem em relevo dourada da águia bicéfala coroada com três coroas; no peito da águia encontra-se a imagem da cruz de Santo André (cruz diagonal), coberta de esmalte azul. Ao redor do medalhão há uma borda azul com filetes dourados. Na borda, em letras douradas retas, está escrito o lema da ordem: “Pela fé e lealdade’” (За веру и верность; Za veru i vernost'). Na parte inferior da borda, há duas ramas de louro cruzadas, cobertas de esmalte verde e atadas por uma fita dourada. A distância entre as pontas opostas da estrela é de 82 mm. No verso da estrela, na parte inferior, está gravado o número da estrela da ordem. A estrela é fixada à roupa por meio de um alfinete.
A corrente da ordem consiste em 17 elos alternados de três tipos: uma representação dourada do brasão de armas da Federação da Rússia na forma de uma águia bicéfala, que possui no peito um escudo redondo com um cavaleiro colorido em esmaltes, transpassando um dragão com uma lança; um cartucho coroado e cercado por armamento militar, coberto de esmalte azul, no centro do qual está colocado um monograma dourado em relevo de Pedro I; e uma roseta dourada em forma de brilho com um medalhão coberto de esmalte vermelho. Através do centro da roseta passa a cruz de Santo André (cruz diagonal) azul, entre cujas pontas estão as letras “S”, “A”, “P”, “R”. Os elos da corrente são unidos por anéis. A corrente é feita de prata dourada com o uso de esmaltes a quente.
Para os agraciados por méritos em ações de combate, são adicionadas à insígnia e à estrela da ordem duas espadas douradas cruzadas. Na insígnia da ordem, elas ficam abaixo da coroa central, acima da águia bicéfala. O comprimento de cada espada é de 47 mm e a largura de 3 mm. Na estrela da ordem, elas são colocadas nos raios diagonais da estrela, abaixo do medalhão central. O comprimento de cada espada é de 54 mm e a largura de 3 mm.
A fita da ordem, quando usada em uniforme, é presa em uma barra de 12 mm de altura e 45 mm de largura. Para os agraciados por méritos em combate, a fita tem adicionalmente duas espadas douradas cruzadas em miniatura.
Na fita da ordem em forma de roseta, é fixada uma miniatura da insígnia da ordem feita em metal dourado com esmalte. O diâmetro da roseta é de 16 mm.
Para os agraciados por méritos em combate, na fita em forma de roseta são adicionadas duas espadas douradas cruzadas em miniatura, que não ultrapassam os limites da roseta em tamanho.
|                  |                                    |                     |                                    |
| Estrela da ordem | Insígnia, estrela, corrente e fita | Distintivo da ordem | Ordem em selo postal russo de 2011 |

## Cavaleiros
Em 1998, os primeiros cavaleiros da ordem restaurada foram o acadêmico Dmitri Likhachov, o armeiro Mikhail Kalashnikov, o presidente da República do Cazaquistão Nursultan Nazarbaev e o escritor Aleksandr Soljenítsin.

### Cavaleiros premiados de acordo com decretos publicados
Cavaleiros da Ordem de Santo André, o Primeiro Chamado (com indicação da data e número do Decreto do Presidente da Federação da Rússia pelo qual foi concedida a condecoração):
1. Dmitri Sergueievitch Likhatchov (30 de setembro de 1998, n.º 1163) – acadêmico da Academia de Ciências da Rússia, chefe do departamento do Instituto de Literatura Russa (Casa de Púchkin) da Academia de Ciências da Rússia, cidade de São Petersburgo.[4]
2. Mikhail Timofeievitch Kalashnikov (7 de outubro de 1998, n.º 1202) – projetista-chefe, chefe do departamento de design de projetos de armas de fogo da sociedade anônima "Izhmash", República de Udmúrtia.[5]
3. Nursultan Abishevitch Nazarbaev (11 de outubro de 1998, n.º 1212) – Presidente da República do Cazaquistão.[6]
4. Aleksandr Issaievitch Soljenítsin (11 de dezembro de 1998, n.º 1562) – escritor, cidade de Moscou (recusou-se a aceitar a condecoração).[7]
5. Aleixo II (Aleksei Mikhailovitch Ridiger) (19 de fevereiro de 1999, n.º 203) – Patriarca de Moscou e Toda Rússia.[8]
6. Valeri Ivanovitch Shumakov (3 de novembro de 2001, n.º 1271) – diretor do Instituto de Pesquisa em Transplantes e Órgãos Artificiais, cidade de Moscou.[9]
7. Fazu Gamzatovna Alieva (11 de dezembro de 2002, n.º 1400) – editora-chefe da revista "Mulher do Daguestão", presidente da União das Mulheres do Daguestão.[10]
8. Heydar Alirza ogly Aliev (10 de maio de 2003, n.º 521) – Presidente da República do Azerbaijão.[11]
9. Boris Vassilievitch Petrovsky (4 de junho de 2003, n.º 603) – diretor honorário do Centro Científico de Cirurgia da Academia Russa de Ciências Médicas, cidade de Moscou.[12]
10. Rasul Gamzatovitch Gamzatov (8 de setembro de 2003, n.º 1040) – poeta, presidente da União dos Escritores do Daguestão.[13]
11. Liudmila Gueorguievna Zykina (12 de junho de 2004, n.º 765) – diretora artística da instituição cultural estatal "Conjunto Acadêmico Estatal de Música Folclórica Russa 'Rússia'", cidade de Moscou.[14]
12. Irina Konstantinovna Arkhipova (2 de janeiro de 2005, n.º 1) – cantora de ópera, presidente da União Internacional de Trabalhadores da Música, cidade de Moscou.[15]
13. Serguei Vladimirovitch Mikhalkov (13 de março de 2008, n.º 339) – escritor, presidente do comitê executivo da União Internacional das Associações de Escritores, cidade de Moscou.[16]
14. Daniil Aleksandrovitch German (Granin) (28 de dezembro de 2008, n.º 1864) – escritor, presidente do conselho da Fundação Internacional de Caridade em nome de Dmitri Likhatchov, cidade de São Petersburgo.[17]
15. Mikhail Sergueievitch Gorbatchov (2 de março de 2011, n.º 257), cidade de Moscou.[18]
16. Iuri Nikolaevitch Grigorovitch (26 de janeiro de 2017, n.º 30) – coreógrafo do corpo de balé da instituição cultural orçamentária federal "Teatro Acadêmico Estatal Bolshoi da Rússia", cidade de Moscou.[19]
17. Xi Jinping (3 de julho de 2017, n.º 294) – Presidente da República Popular da China.[20]
18. Valentina Ivanovna Matvienko (28 de março de 2019, n.º 132) – Presidente do Conselho da Federação da Assembleia Federal da Federação da Rússia.[21]
19. Narendra Damodardas Modi (12 de abril de 2019, n.º 157) – Primeiro-ministro da República da Índia.[22]
20. Alexandra Nikolaevna Pakhmutova (28 de outubro de 2019, n.º 525) – compositora, membro da organização pública regional "União dos Compositores de Moscou".[23]
21. Guerbert Aleksandrovitch Efremov (19 de setembro de 2020, n.º 568) – conselheiro científico da sociedade anônima "Corporação Militar-Industrial 'Associação Científica e de Produção de Engenharia Mecânica'", Oblast de Moscou.[24]
22. Cirilo I (Vladimir Mikhailovitch Gundiaiev) (19 de novembro de 2021, n.º 658) – Patriarca de Moscou e Toda Rússia.[25]
23. Mintimer Sharipovitch Shaimiev (20 de janeiro de 2022, n.º 16) – Conselheiro de Estado da República do Tartaristão, Presidente do Conselho Curador da organização sem fins lucrativos "Fundo Republicano para a Restauração de Monumentos Históricos e Culturais da República do Tartaristão".[26]
24. Valeri Dmitrievitch Zorkin (17 de fevereiro de 2023, n.º 97) – Presidente do Tribunal Constitucional da Federação da Rússia.[27]
25. Viacheslav Mikhailovitch Lebedev (14 de agosto de 2023, n.º 605) – Presidente do Supremo Tribunal da Federação da Rússia.[28]
26. Aleksandr Grigorievitch Lukashenko (30 de agosto de 2024, n.º 738) – Presidente da República da Bielorrússia, Presidente do Conselho Supremo de Estado do Estado da União.[29]
27. Serguei Viktorovitch Lavrov (21 de março de 2025, n.º 160) – Ministro das Relações Exteriores da Federação da Rússia.[30]

### Cavaleiros premiados por decretos não publicados
1. Serguei Kuzhugetovitch Shoigu (abril de 2014) – Ministro da Defesa da Federação da Rússia.[31]

## Ligações
- Informações no site "Símbolos do Estado"